# 무진성
무진성(본명: 여의주, 1988년 5월 24일 ~ )은 대한민국의 배우이다.
2013년 드라마 《투윅스》로 데뷔하였다.

## 학력
- 세일고등학교 (졸업)
- 동국대학교 연극영화학 (학사)

## 연기 활동

### 드라마
- 2013년 MBC 수목드라마 《투윅스》 ... 김민수 역
- 2013년 SBS 주말극장 《열애》 ... 어린 홍수혁 역 (심지호 아역)
- 2013년 MBC 특별기획 《제왕의 딸 수백향》 ... 강복 역
- 2014년 tvN 월화드라마 《마녀의 연애》 ... 진우 역
- 2014년 tvN 금토드라마 《미생》 ... 장기석 역
- 2014년 OCN 일요드라마 《닥터 프로스트》 ... 김영호 역
- 2015년 MBC 월화드라마 《빛나거나 미치거나》 ... 왕종 역
- 2015년 MBC 수목드라마 《밤을 걷는 선비》 ... 노학영 역
- 2015년 MBC 일일 특별기획 《아름다운 당신》 ... 마승기 역
- 2018년 Seezn 《사당보다 먼 의정부보다 가까운 시즌3》 ... 우정우 역
- 2018년 네이버 tvcast 《내추럴 로맨스》 ... 최기찬 역
- 2020년 tvN 《산후조리원》 ... 차우석 역
- 2021년 KBS1 특집드라마 《구미호 레시피》 ... 윤호 역
- 2023년 지니 TV 수목드라마 《남이 될 수 있을까?》 ... 민재겸 역
- 2024년 디즈니+ 오리지널 드라마 《폭군》 ... 연모용 역

### 영화
- 2021년 《장르만 로맨스》 ... 유진 역

## 수상 및 후보
| 연도 | 시상식                | 부문                     | 작품          | 결과 |
| ---- | --------------------- | ------------------------ | ------------- | ---- |
| 2022 | 제58회 백상예술대상   | 영화부문 남자 신인연기상 | 장르만 로맨스 | 후보 |
| 2022 | 제27회 춘사국제영화제 | 신인남우상               | 장르만 로맨스 | 수상 |
| 2022 | 제43회 청룡영화상     | 신인남우상               | 장르만 로맨스 | 후보 |
| 2022 | 제58회 대종상 영화제  | 신인남우상               | 장르만 로맨스 | 수상 |